# Kazuoclytus
Kazuoclytus, maleni rod azijskih strizibuba raširenih po Kini, Japanu i otočju Ryu Kyu. Postoje dvije priznate vrste.

## Vrste
1. Kazuoclytus fukienensis (Gressitt, 1951)
2. Kazuoclytus lautoides (Hayashi, 1950); samo u Japanu